# Ткаченко Тетяна Іванівна (геоморфолог)
Ткаченко Тетяна Іванівна (*29 липня 1974 року) — український геоморфолог, кандидат географічних наук, науковий співробітник, доцент географічного факультету Київського національного університету імені Т. Г. Шевченка.

## Біографія
Народилася 29 липня 1974 року в Помічній Добровеличківського району Кіровоградської області. Закінчила у 1996 році природничий факультет Уманського державного педагогічного університету імені Павла Тичини з відзнакою. Вчитель біології та географії. У Київському університеті працює з 2003 року молодшим науковим співробітником науково-дослідної частини географічного факультету Київського університету. Кандидатська дисертація на тему «Аналіз рельєфу і сучасного морфогенезу території центральної частини Придніпровської височини з еколого-геоморфологічною метою» була захищена у 2005 році.

## Нагороди
Диплом Президії Академії наук вищої школи України за працю «Геоморфологія» присуджена Друга премія у номінації «Навчальні підручники».

## Наукові праці
Сфера наукових досліджень торкається проблем інженерної та екологічної геоморфології, регіональної екологічної геоморфології. Автор 38 наукових праць, зокрема співавтор 2 монографій та 5 навчальних посібників. Основні праці:
1. Екологічна геоморфологія України (теорія і практика регіональної екологічної геоморфології). — К., 2004 (у співавторстві).
2. Лабораторний практикум із загальної геоморфології, 2008.
3. Геоморфологія. — К., 2008 (у співавторстві).
4. Екологічна геоморфологія України. — К., 2009 (у співавторстві).
5. Екологічна геоморфологія та охорона надр. Лабораторний практикум для студентів вищих навчальних закладів України. — К., 2010.